# Tour de France 2008/17. Etappe

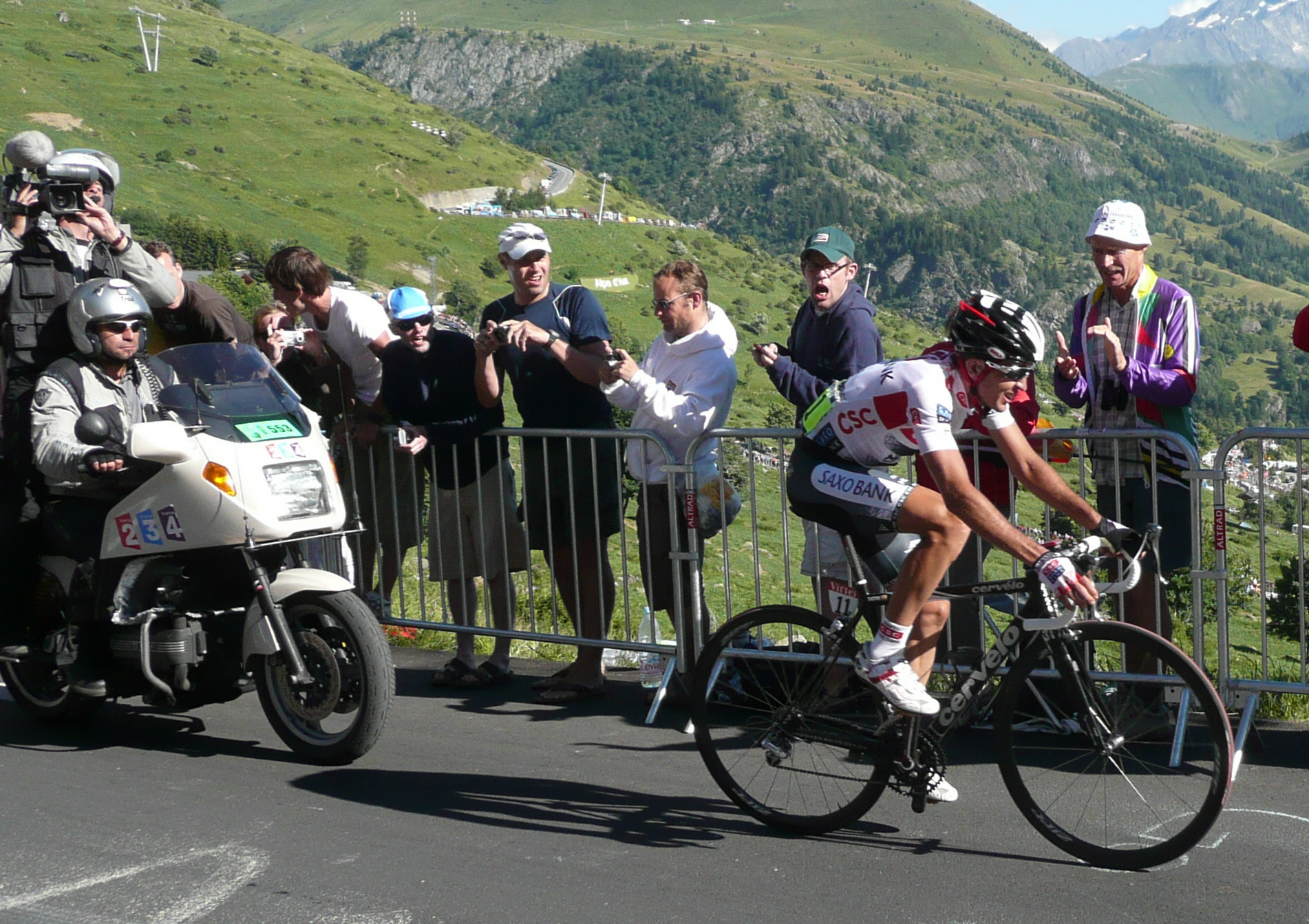
Carlos Sastre allein in Führung liegend im Aufstieg zur Alpe d'Huez

Die 17. Etappe der Tour de France 2008 am 23. Juli war 210,5 Kilometer lang und verlief von Embrun nach Alpe d’Huez. Es standen zwei Sprintwertungen sowie eine Bergwertung der 3. Kategorie und drei Bergwertungen der Hors Catégorie auf dem Programm. Diese Etappe war die erste Tour-Etappe, bei der drei Berge der höchsten Kategorie befahren wurden. Sie galt somit als die Königsetappe der Tour 2008.
Rémy Di Grégorio, Rubén Pérez und Peter Velits attackierten bei Kilometer 3 und konnten sich absetzen. Carlos Barredo versuchte sich anzuschließen, wurde aber nicht weggelassen. Stefan Schumacher schaffte das schließlich. Zu viert konnten sie sich absetzen. Vom Feld attackierten danach Stéphane Augé und Geoffroy Lequatre und versuchten erfolglos, die Verfolgung aufzunehmen. Schumacher erreichte als Erster die erste Bergwertung. Das Team CSC-Saxo Bank übernahm die Verfolgung. Di Grégorio gewann die erste Sprintwertung. Die Bergwertung am Col du Galibier gewann wieder Schumacher. Aus dem Feld attackierten Thomas Voeckler, Bernhard Kohl und andere Fahrer um die Bergpunkte, Kohl fuhr als Erster des Feldes über den Pass. Mehrere Fahrer stürzten in der Abfahrt, konnten aber kurz danach weiterfahren. Voeckler attackierte noch in der Abfahrt, Amets Txurruka und Carlos Barredo schlossen sich an, gefolgt von Vincenzo Nibali, sie wurden aber wieder eingeholt. An der Verpflegungsstation erreichten die Ausreißer einen Maximalvorsprung von 7:20 Minuten. Bernhard Eisel stürzte an einer Verkehrsinsel, konnte aber mit Schürfwunden weiterfahren. An Anstieg zum Col de la Croix de Fer erhöhte CSC wieder das Tempo, dem mehrere Fahrer zum Opfer fielen. Di Grégorio wurde als Erster vom Feld eingeholt. Danach fielen nacheinander auch Pérez und Schumacher zurück und wurden vom Feld eingeholt. Velits erreichte allein als Erster den Pass. Kohl, der wiederum die Gruppe der Favoriten anführte, fuhr als Zweiter über den Pass. In der Abfahrt attackierte Jérôme Pineau und erreichte Velits noch in der Abfahrt und gewann auch die zweite Sprintwertung. Währenddessen schlossen zurückgefallene Fahrer wieder zur Favoritengruppe auf. In der Schlusssteigung verschärfte CSC erneut das Tempo. Carlos Sastre attackierte und konnte sich absetzen, während Velits und Pineau schließlich auch gestellt wurden. In der Favoritengruppe gab es mehrere Angriffe, bei denen Denis Menschow zwischenzeitlich den Anschluss verlor und die Favoritengruppe nur noch aus Kohl, Christian Vande Velde, Cadel Evans, Fränk und Andy Schleck, Alejandro Valverde und Wladimir Jefimkin bestand. Nach einer Phase der Beruhigung, in der wieder mehrere Fahrer aufschließen konnten, gab es in dieser Gruppe weitere Attacken. Diese wurden aber vor allem von Andy Schleck immer wieder gekontert, um den Etappensieg seines an der Spitze fahrenden Teamkollegen Sastre nicht zu gefährden. Die Schleck-Brüder zeigten nun keine Ambitionen, den Rückstand auf Sastre zu verringern, ließen aber auch keinen anderen Fahrer aus der Spitzengruppe ausreißen, wodurch der Rückstand immer größer wurde. Im Ziel in Alpe d’Huez, das auf einer 200 Meter langen und 6,5 Meter breiten Zielgeraden erreicht wurde, hatte Sastre schließlich einen Vorsprung von über 2 Minuten, wodurch er sich auch das Gelbe Trikot sichern konnte. Samuel Sánchez und Andy Schleck erreichten noch vor den restlichen Favoriten das Ziel. Kim Kirchen musste erneut einen großen Rückstand hinnehmen. Bernhard Kohl sicherte sich auf dieser Etappe 40 Punkte in der Bergwertung, was ihn in diesem Klassement uneinholbar in Führung brachte und er somit – eine Zielankunft in Paris vorausgesetzt – als Gewinner des Gepunktete Trikot feststand.

## Aufgaben
- 123 Jimmy Casper – Zeitlimit überschritten

## Sprintwertungen
- 1. Zwischensprint in Le Monêtier-les-Bains (Kilometer 57,5) (1463 m ü. NN)

| Erster  | Rémy Di Grégorio  | 6 Pkt. |
| Zweiter | Peter Velits      | 4 Pkt. |
| Dritter | Stefan Schumacher | 2 Pkt. |
- 2. Zwischensprint in Le Bourg-d’Oisans (Kilometer 195) (715 m ü. NN)

| Erster  | Jérôme Pineau     | 6 Pkt. |
| Zweiter | Peter Velits      | 4 Pkt. |
| Dritter | Kurt Asle Arvesen | 2 Pkt. |
- Zielsprint in Alpe d’Huez (Kilometer 210,5) (1850 m ü. NN)

| Erster      | Carlos Sastre         | 20 Pkt. |
| Zweiter     | Samuel Sánchez        | 17 Pkt. |
| Dritter     | Andy Schleck          | 15 Pkt. |
| Vierter     | Alejandro Valverde    | 13 Pkt. |
| Fünfter     | Fränk Schleck         | 12 Pkt. |
| Sechster    | Wladimir Jefimkin     | 10 Pkt. |
| Siebenter   | Cadel Evans           | 9 Pkt.  |
| Achter      | Denis Menschow        | 8 Pkt.  |
| Neunter     | Christian Vande Velde | 7 Pkt.  |
| Zehnter     | Bernhard Kohl         | 6 Pkt.  |
| Elfter      | Roman Kreuziger       | 5 Pkt.  |
| Zwölfter    | Tadej Valjavec        | 4 Pkt.  |
| Dreizehnter | Stéphane Goubert      | 3 Pkt.  |
| Vierzehnter | David Moncoutié       | 2 Pkt.  |
| Fünfzehnter | Nicolas Vogondy       | 1 Pkt.  |

## Bergwertungen
- Côte de Sainte-Marguerite, Kategorie 3 (Kilometer 31) (1185 m ü. NN; 3,5 km à 6,0 %)

| Erster  | Stefan Schumacher | 4 Pkt. |
| Zweiter | Rémy Di Grégorio  | 3 Pkt. |
| Dritter | Rubén Pérez       | 2 Pkt. |
| Vierter | Peter Velits      | 1 Pkt. |
- Col du Galibier, HC-Kategorie (Kilometer 79) (2645 m ü. NN; 21,9 km à 5,6 %)

Der Erste ist gleichzeitig Gewinner des "Souvenir Henri Desgrange".
| Erster   | Stefan Schumacher | 20 Pkt. |
| Zweiter  | Rémy Di Grégorio  | 18 Pkt. |
| Dritter  | Peter Velits      | 16 Pkt. |
| Vierter  | Rubén Pérez       | 14 Pkt. |
| Fünfter  | Bernhard Kohl     | 12 Pkt. |
| Sechster | Thomas Voeckler   | 10 Pkt. |
| Siebter  | John-Lee Augustyn | 8 Pkt.  |
| Achter   | Amets Txurruka    | 7 Pkt.  |
| Neunter  | Kanstanzin Siuzou | 6 Pkt.  |
| Zehnter  | Carlos Barredo    | 5 Pkt.  |
- Col de la Croix de Fer, HC-Kategorie (Kilometer 156) (2067 m ü. NN; 29,0 km à 5,2 %)

| Erster   | Peter Velits          | 20 Pkt. |
| Zweiter  | Bernhard Kohl         | 18 Pkt. |
| Dritter  | Kurt Asle Arvesen     | 16 Pkt. |
| Vierter  | Andy Schleck          | 14 Pkt. |
| Fünfter  | Christian Vande Velde | 12 Pkt. |
| Sechster | Fränk Schleck         | 10 Pkt. |
| Siebter  | Chris Froome          | 8 Pkt.  |
| Achter   | David Moncoutié       | 7 Pkt.  |
| Neunter  | Kim Kirchen           | 6 Pkt.  |
| Zehnter  | Carlos Sastre         | 5 Pkt   |
- Alpe d’Huez, HC-Kategorie (Kilometer 210,5) (1850 m ü. NN; 13,8 km à 7,9 %)

| Erster   | Carlos Sastre         | 40 Pkt. |
| Zweiter  | Samuel Sánchez        | 36 Pkt. |
| Dritter  | Andy Schleck          | 32 Pkt. |
| Vierter  | Alejandro Valverde    | 28 Pkt. |
| Fünfter  | Fränk Schleck         | 24 Pkt. |
| Sechster | Wladimir Jefimkin     | 20 Pkt. |
| Siebter  | Cadel Evans           | 16 Pkt. |
| Achter   | Denis Menschow        | 14 Pkt. |
| Neunter  | Christian Vande Velde | 12 Pkt. |
| Zehnter  | Bernhard Kohl         | 10 Pkt. |